# Manuel Doblado (kommun i Mexiko)
Manuel Doblado är en kommun i Mexiko.   Den ligger i delstaten Guanajuato, i den centrala delen av landet, 300 km nordväst om huvudstaden Mexico City.
Följande samhällen finns i Manuel Doblado:
- Ciudad Manuel Doblado
- El Charcón
- San José de Bellavista
- Santa María de Bolaños
- Puerta de Llave
- Concepción Vieja
- Las Adjuntas
- La Playa
- Piedra Parada
- La Torrecilla
- San José de Mogotes
- Huizache de Serranos
- La Villita
- La Sabina
- La Mora
- El Pirul
- Las Coloradas
- Puerto del Laurel
- Jagüey de Serranos
- Ex-Hacienda de Atotonilquillo
- Charco Prieto
- Rancho Viejo del Sauz
- Puente Nuevo
- San Matías
- Ejido Liberación